# منتخب المغرب لكأس ديفيز
منتخب المغرب لكأس ديفيز هو ممثل المغرب الرسمي في كرة المضرب في كأس ديفيز. تُديره الجامعة الملكية المغربية لكرة المضرب.
يُنافس المغرب حاليًا في المجموعة الثانية من المنطقة الأوروأفريقية.

## تاريخ
شارك المغرب لأول مرة في كأس ديفيز سنة 1961. واعتبارًا من أغسطس 2007، لعب الفريق 70 مباراة؛ حقّق الفوز في 35 مباراة وخسر في 35 مباراة.
المغرب يتنافس في المجموعة الثانية من المنطقة الأوروأفريقية. وقد شارك آخر مرة في المجموعة العالمية عام 2004 حيث خسر 5-0 أمام الأرجنتين.